# John Crosby (Schauspieler)
John Crosby ist ein US-amerikanischer Schauspieler.

## Leben
Crosby machte 1986 seinen Abschluss an der Tift County High School. Während des Studiums in Valdosta trat er der Georgia Army National Guard bei. Er verließ später die Valdosta State University mit einem Bachelor of Science im Strafrecht. Er ist mit Donya Crosby verheiratet. Das Paar hat vier Kinder und lebt in Adel im US-Bundesstaat Georgia. Ehe er Schauspieler wurde, arbeitete er 25 Jahre lang als Deputy U.S. Marshal. Umso weniger verwunderlich ist es, dass er 2015 in verschiedenen Fernseh- und Filmprojekten in Rollen als Polizist, Detektiv oder FBI-Agent beispielsweise in der Serie Nashville oder dem Blockbuster Ant-Man debütierte. Von 2017 bis 2019 stellte er in zwölf Episoden der britischen Fernsehserie Living the Dream die Rolle des Ryan dar. 2022 übernahm er im Film Jurassic Domination die Rolle des Raymond und war im selben Jahr als Harold Thompson in Hashtag Gesegnet – Jessis Weihnachtswunder zu sehen. In letzteren Film lieh Timothy Peach ihm für die deutschsprachige Fassung seine Stimme. Er wird in Otis and Earl 2023 die titelgebende Rolle des Otis sowie die Regie und Produktion übernehmen.

## Filmografie (Auswahl)
- 2015: Hindsight (Fernsehserie, Episode 1x05)
- 2015: Nashville (Fernsehserie, 2 Episoden)
- 2015: Ivide
- 2015: Ant-Man
- 2015: Vacation – Wir sind die Griswolds (Vacation)
- 2016: The Nice Guys
- 2016: Her Name Was Hope
- 2017: Pleasure Ridge Park (Kurzfilm)
- 2017: Lieber Diktator (Dear Dictator)
- 2017: Mörder 6. Grades (Six Degrees of Murder, Fernsehdokuserie, Episode 2x08)
- 2017: The Bitter Better
- 2017–2019: Living the Dream (Fernsehserie, 12 Episoden)
- 2018: Revenge of the Exorcist
- 2018: Homicide Hunter – Dem Mörder auf der Spur (Homicide Hunter: Lt. Joe Kenda, Fernsehdokuserie, Episode 8x08)
- 2019: Diabolical – Teuflische Morde (Fernsehserie, Episode 2x06)
- 2019: Florida Girls (Fernsehserie, 2 Episoden, verschiedene Rollen)
- 2020: Emperor
- 2021: Atlanta Medical (The Resident, Fernsehserie, Episode 5x01)
- 2021: Purple Gang (Fernsehserie, Episode 1x01)
- 2022: Ozark (Fernsehserie, Episode 4x09)
- 2022: Jurassic Domination
- 2022: The Skeleton's Compass
- 2022: Hashtag Gesegnet – Jessis Weihnachtswunder (Hashtag Blessed: The Movie)
- 2024: Tokyo Swindlers (地面師たち, Fernsehserie, Episode 1x01)